# Keith Brown
Pour les articles homonymes, voir Keith Brown (homonymie) et Brown.
Keith Jeffrey Brown (né le 6 mai 1960 à Corner Brook, dans la province de Terre-Neuve au Canada) est un joueur professionnel retraité de hockey sur glace ayant évolué à la position de défenseur.

## Carrière
Réclamé au premier tour par les Black Hawks de Chicago lors du repêchage de 1979 de la Ligue nationale de hockey alors qu'il vient de connaitre sa meilleure saison au niveau junior avec les Wheat Kings de Brandon de la Ligue de hockey de l'Ouest où il récolte pas moins de 96 points en 70 rencontres en plus d'inscrire 33 points en 25 parties lors des séries éliminatoires. Harry Sinden, directeur-général des Bruins de Boston voulait repêcher Brown au lieu de Raymond Bourque mais Chicago a parlé avant eux pour le repêcher. 

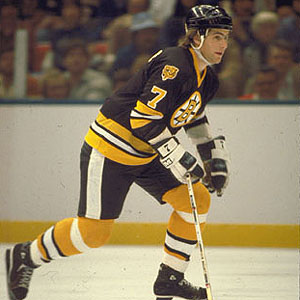
Keith Brown était l'espoir des Bruins comme choix de premier tour au repêchage de 1979, comme Chicago avait déjà choisi Brown, leur sélection sera celle de Raymond Bourque

Keith Brown devient dès la saison suivante joueur professionnel en décrochant un poste permanent avec les Black Hawks pour qui il dispute quatorze saisons.
Rejoignant la nouvelle organisation des Panthers de la Floride à l'été 1993, il dispute une saison complète avec eux puis, après avoir pris part à treize parties lors de la saison 1994-1995, il décide de se retirer de la compétition.

## Statistiques

### Statistiques en club
| Saison     | Équipe                       | Ligue      |     | Saison régulière | Saison régulière | Saison régulière | Saison régulière | Saison régulière |   | Séries éliminatoires | Séries éliminatoires | Séries éliminatoires | Séries éliminatoires | Séries éliminatoires |
| Saison     | Équipe                       | Ligue      | PJ  | B                | A                | Pts              | Pun              | PJ               | B | A                    | Pts                  | Pun                  |                      |                      |
| 1976-1977  | Traders de Fort Saskatchewan | LHJA       | 59  | 14               | 61               | 75               | 14               |                  |   |                      |                      |                      |                      |                      |
| 1976-1977  | Wheat Kings de Brandon       | LHOC       | 2   | 0                | 0                | 0                | 0                |                  |   |                      |                      |                      |                      |                      |
| 1977-1978  | Wheat Kings de Brandon       | LHOC       | 72  | 11               | 53               | 64               | 51               | 8                | 0 | 3                    | 3                    | 2                    |                      |                      |
| 1978-1979  | Wheat Kings de Brandon       | LHOu       | 70  | 11               | 85               | 96               | 75               | 25               | 3 | 30                   | 33                   | 21                   |                      |                      |
| 1979-1980  | Black Hawks de Chicago       | LNH        | 76  | 2                | 18               | 20               | 27               | 6                | 0 | 0                    | 0                    | 4                    |                      |                      |
| 1980-1981  | Black Hawks de Chicago       | LNH        | 80  | 9                | 34               | 43               | 80               | 3                | 0 | 2                    | 2                    | 2                    |                      |                      |
| 1981-1982  | Black Hawks de Chicago       | LNH        | 33  | 4                | 20               | 24               | 26               | 4                | 0 | 2                    | 2                    | 5                    |                      |                      |
| 1982-1983  | Black Hawks de Chicago       | LNH        | 50  | 4                | 27               | 31               | 20               | 7                | 0 | 0                    | 0                    | 11                   |                      |                      |
| 1983-1984  | Black Hawks de Chicago       | LNH        | 74  | 10               | 25               | 35               | 94               | 5                | 0 | 1                    | 1                    | 10                   |                      |                      |
| 1984-1985  | Black Hawks de Chicago       | LNH        | 56  | 1                | 22               | 23               | 55               | 11               | 2 | 7                    | 9                    | 31                   |                      |                      |
| 1985-1986  | Black Hawks de Chicago       | LNH        | 70  | 11               | 29               | 40               | 87               | 3                | 0 | 1                    | 1                    | 9                    |                      |                      |
| 1986-1987  | Blackhawks de Chicago        | LNH        | 73  | 4                | 23               | 27               | 86               | 4                | 0 | 1                    | 1                    | 6                    |                      |                      |
| 1987-1988  | Blackhawks de Chicago        | LNH        | 24  | 3                | 6                | 9                | 45               | 5                | 0 | 2                    | 2                    | 10                   |                      |                      |
| 1988-1989  | Blackhawks de Chicago        | LNH        | 74  | 2                | 16               | 18               | 84               | 13               | 1 | 3                    | 4                    | 25                   |                      |                      |
| 1989-1990  | Blackhawks de Chicago        | LNH        | 67  | 5                | 20               | 25               | 87               | 18               | 0 | 4                    | 4                    | 43                   |                      |                      |
| 1990-1991  | Blackhawks de Chicago        | LNH        | 45  | 1                | 10               | 11               | 55               | 6                | 1 | 0                    | 1                    | 8                    |                      |                      |
| 1991-1992  | Blackhawks de Chicago        | LNH        | 57  | 6                | 10               | 16               | 69               | 14               | 0 | 8                    | 8                    | 18                   |                      |                      |
| 1992-1993  | Blackhawks de Chicago        | LNH        | 33  | 2                | 6                | 8                | 39               | 4                | 0 | 1                    | 1                    | 2                    |                      |                      |
| 1993-1994  | Panthers de la Floride       | LNH        | 51  | 4                | 8                | 12               | 60               |                  |   |                      |                      |                      |                      |                      |
| 1994-1995  | Panthers de la Floride       | LNH        | 13  | 0                | 0                | 0                | 2                |                  |   |                      |                      |                      |                      |                      |
| Totaux LNH | Totaux LNH                   | Totaux LNH | 876 | 68               | 274              | 342              | 916              | 103              | 4 | 32                   | 36                   | 184                  |                      |                      |

### Statistiques en équipe nationale
| Année | Équipe | Compétition                 |   | PJ | B | A | Pts | Pun      |  | Résultat |
| 1979  | Canada | Championnat du monde junior | 5 | 0  | 2 | 2 | 0   | 5e place |  |          |

## Honneurs et trophées
- Ligue de hockey junior de l'Alberta
  - Nommé le joueur recrue par excellence en 1977.
  - Nommé le défenseur par excellence en 1977.
- Ligue de hockey de l'Ouest canadien
  - Nommé le joueur recrue par excellence en 1978 (ex æquo avec John Ogrodnick).
  - Nommé dans la première équipe d'étoiles en 1979.

## Transactions en carrière
- Repêchage 1979 : repêché par les Black Hawks de Chicago (1er choix de l'équipe, 7e au total).
- 23 décembre 1981 : rate la majorité de la saison 1981-1982 en raison d'une blessure à un genou subi lors d'une rencontre contre les Flyers de Philadelphie.
- octobre 1987 : rate la majorité de la saison 1987-1988 en raison d'une blessure à un genou subi lors du camp d'entraînement.
- 27 septembre 1992 : rate la majorité de la saison 1992-1993 en raison d'une blessure à une épaule.
- 30 septembre 1993 : échangé par les Blackhawks aux Panthers de la Floride en retour de Darin Kimble.